# Nightwing (DC Comics)
Article traitant des séries de comic books Nightwing, pour le personnage voir Dick Grayson.
Pour les articles homonymes, voir Nightwing.
Nightwing est un personnage fictif, un super-héros apparaissant dans les comics américains publiés par DC Comics. Le personnage est apparu sous diverses incarnations. L'identité de Nightwing la plus marquante est celle adoptée par Dick Grayson quand il quitta son rôle de partenaire de Batman, Robin.
Bien que Nightwing soit souvent associé à Batman, le titre et le concept ont leur origine dans les histoires classiques de Superman. Le Nightwing original de DC Comics était une identité utilisée par le super-héros extra-terrestre Superman quand il échoua dans la ville Kryptonienne de Kandor avec son ami Jimmy Olsen. En s'inspirant de Batman et Robin, tous deux protègent Kandor sous les traits des super-héros Nightwing et Flamebird. Avec Crisis on Infinite Earths, la continuité redémarre en 1985 et Nightwing fut ré-imaginé comme un justicier légendaire de Krypton, dont l'histoire inspira Dick Grayson dans son choix de nom quand il laissa derrière lui son identité de Robin.
D'autres histoires parmi les personnages de la Batman Family ont vu des connaissances et des amis de Dick Grayson porter brièvement le titre, notamment le deuxième Robin, Jason Todd. Pendant ce temps, les histoires de Superman ont vu Power Girl et le fils adoptif de Superman, Chris Kent, prendre le nom de Nightwing pour de brefs moments. D'autres personnages ont également pris le nom dans des histoires extérieures à la continuité principale de DC, et parfois le titre est resté inutilisé, comme lorsque Dick Grayson reprit la cape de Batman (à la suite des événements de Final Crisis), ou quand il se fit passer pour mort (Forever Evil).
En 2013, Nightwing est classé 5e au « Top 25 des Héros de DC Comics » par IGN et Grayson en tant que Nightwing a été nommé à la 1re place du « Personnage Masculin le plus Sexy dans les Comics » par ComicsAlliance en 2013. En 2019 Comic Book Ressources place Nightwing à la 3e place des personnages DC de leur liste du « 2019 Top 100 DC and Marvel Characters of All-Time Master List ».

## Séries

### Arcs narratifs

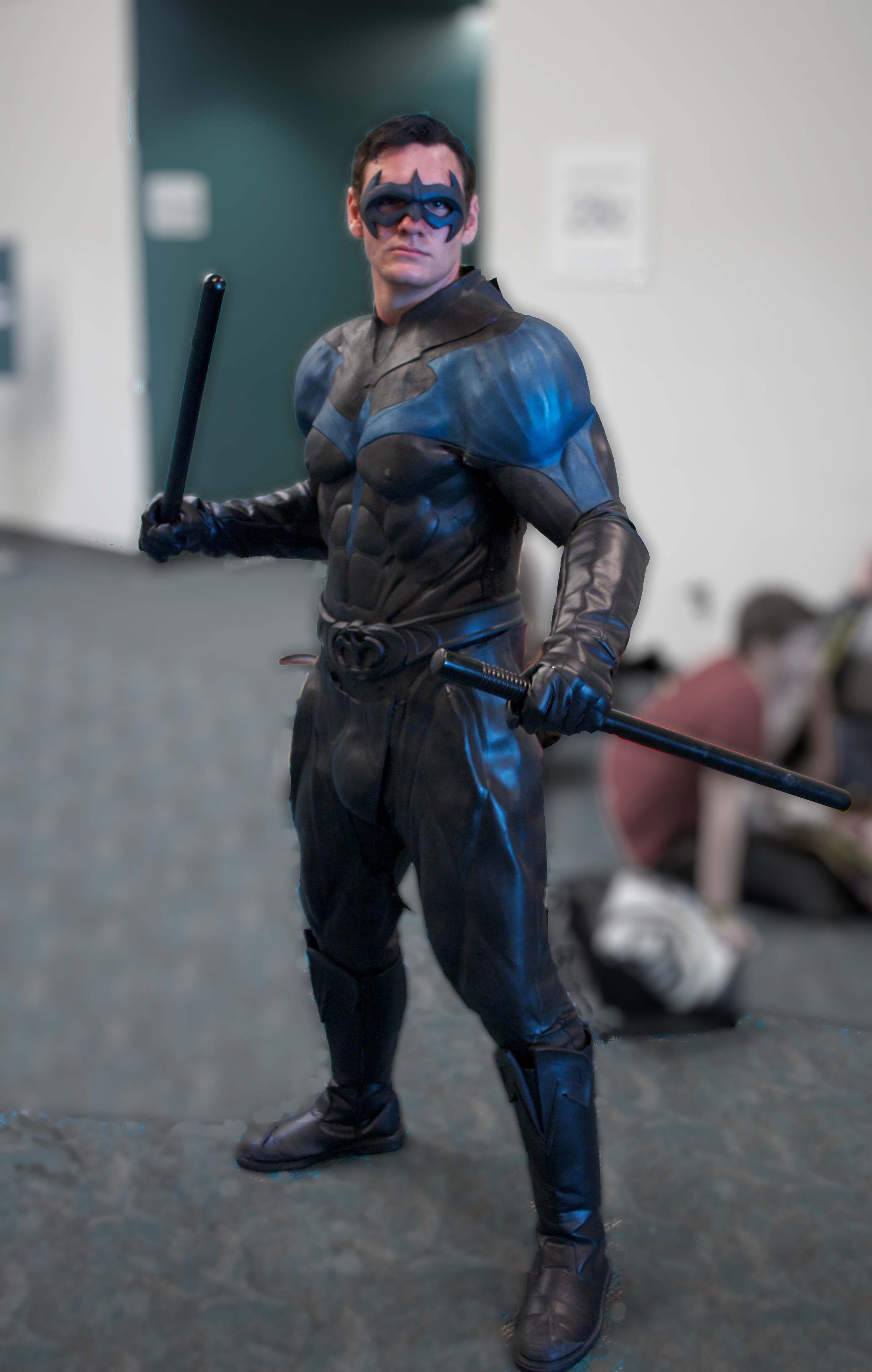
Cosplay de Nightwing.

Basé sur la popularité croissante de Nightwing, DC Comics a décidé de tester les possibilités du personnage avec un one-shot puis une mini-série.
Tout d'abord dans Nightwing: Alfred's Return no 1 (1995), Grayson se rend en Angleterre pour trouver Alfred, qui a démissionné du service de Bruce Wayne à la suite des événements de la saga Knightfall. Avant de retourner à Gotham City, ensemble, ils empêchent un complot de terroristes britanniques qui comptaient détruire le « Tunnel sous la Manche ».
Plus tard, avec la mini-série Nightwing (septembre 1995 - décembre 1995, écrite par Dennis O'Neil et dessinée par Greg Land), Dick pense à arrêter d'être Nightwing avant que des documents de famille, découverts par Alfred, révèlent un lien entre le meurtre des Flying Graysons et le Prince héritier de Kravia. En route pour Kravia, Nightwing (dans son troisième costume) aide à renverser le chef meurtrier Kravian et empêche un nettoyage ethnique, tout en apprenant la vraie connexion de ses parents avec le Prince.

#### Blüdhaven
En 1996, après le succès de la mini-série, DC Comics lance une série mensuelle mettant en vedette Nightwing (écrite par Chuck Dixon, avec les dessins de Scott McDaniel), dans lequel il patrouille dans la municipalité voisine de Gotham, Blüdhaven.
À la demande de Batman, Dick voyage vers cette ancienne ville de chasseurs de baleines transformée en centre industriel, pour enquêter sur un certain nombre de meurtres liés à un gangster de Gotham City, Black Mask. Au lieu de cela, il trouve une ville en proie à une police corrompue et au crime organisé, unifiés par Roland Desmond, le génie gigantesque Blockbuster.
Avec une ville sans défense qu'il peut appeler sienne, Nightwing décide de rester à Blüdhaven jusqu'à ce que le cartel de Blockbuster soit démantelé. Ceci lui permet d'être assez proche de Gotham pour continuer de faire partie de la Batman Family, et d'être assez loin pour pouvoir avoir sa propre ville, ses aventures et ses ennemis. Il prend un emploi de serveur dans un bar pour pouvoir rassembler des informations et travaille en étroite collaboration avec Oracle (Barbara Gordon) dans un effort de nettoyer la ville. Blockbuster place un important contrat sur la tête de Nightwing peu de temps après, alors que Grayson joue sans scrupules avec l'Inspecteur de Police de Blüdhaven, Dudley Soames pour obtenir des informations sur les opérations du caïd.
Durant son temps à Blüdhaven, Nightwing aide et entraine un combattant des rues enthousiaste mais violent appelé Nite-wing et qui, plus tard, tue un agent du FBI sous couverture.

#### La mort de Blockbuster
Dick joue un rôle essentiel dans la dénonciation de la corruption dans le Département de la Police de Blüdhaven. En dépit d'avoir atteint ses objectifs initiaux, Dick continue d'être un agent de police durant la journée alors qu'il passe ses nuits en tant que Nightwing, repoussant ses limites et mettant ses relations à rude épreuve. La ligne entre son travail de la police et celui de justicier ont commencé à s'estomper et finalement, Amy Rohrbach (son amie et supérieure, qui connaissait son identité secrète) le licencie plutôt que de le laisser continuer à utiliser des méthodes douteuses.
Blâmant à tort Nightwing de la mort de sa mère, le patron de la mafia, Blockbuster, piège avec une bombe le complexe d'appartements de Dick Grayson et promet de tuer quelqu'un dans la vie de Dick. Lorsque la justicière Tarentula arrive, Nightwing choisit de ne pas l'arrêter lorsqu'elle tue le vilain. Il entre dans un état catatonique après cette action, et Tarentula profite de son traumatisme émotionnel pour le violer. Finalement, Nightwing se reprend en main et veut assumer la responsabilité de son inaction. Il capture Tarentula et la livre à la police et se rend par la même occasion. Amy, cependant, sent que le monde a besoin de Nightwing libre et empêche donc qu'il soit arrêté.
Bien que Dick ait détruit la corruption de la police et ait détruit la plus grande partie du crime organisé de cette ville, son rôle dans la mort de Blockbuster est toujours une source d'une immense culpabilité pour lui. Il se retire de la lutte contre la criminalité. Tim Drake et Cassandra Cain le remplacent pour protéger la ville.
Dick Grayson s'installe à New York, où il travaille en étroite collaboration avec les Outsiders. Cependant, Nightwing se rend compte que l'équipe est devenue « trop personnelle » et s'en va.

#### Infinite Crisiset52
En raison d'une crise de conscience, Dick adopte une nouvelle identité, celle du vilain Renegade dans le but d'infiltrer la Société Secrète des Super-Vilains de Lex Luthor. Cette ruse veut que Nightwing s'allie avec son ennemi de longue date, Deathstroke, afin de suivre la fabrication et la distribution de venin de Bane et de garder un œil sur les activités de la Société dans Gotham et Blüdhaven. Il commence aussi la formation (et subtilement la conversion) de la fille de Deathstroke, Ravager.
Deathstroke se venge sur Nightwing quand Blüdhaven est détruite par la Société. La Société lance le super méchant Chemo sur la ville, tuant 100 000 personnes. Dick tente de secourir les survivants, mais est vaincu par un empoisonnement au rayonnement ; il finit par être lui-même sauvé par Batman. Nightwing confie qu'il a laissé Blockbuster mourir et demande à Batman de lui pardonner. Batman lui dit que son pardon n'a pas d'importance ; Dick doit dépasser la mort de Blockbuster et aller de l'avant. Inspiré par son mentor, il fait sa demande à Barbara Gordon, qui accepte sa proposition d'un baiser.
Batman confie à Nightwing la mission d'alerter les autres héros du danger que représente la Crise. Dick s'envole pour la Tour des Titans, mais en raison du chaos résultant de la catastrophe de Blüdhaven, l'assaut d'OMAC et les autres événements liés à la Crise, le seul héros qui répond à son appel est Conner Kent. Ensemble, ils localisent et attaquent la tour d'Alexander Luthor, le centre de la Crise, seulement pour être repoussés par Superboy-Prime. Superboy-Prime est prêt à tuer Nightwing quand Conner intervient, se sacrifiant pour détruire la tour et mettant fin à la destruction de l'Univers.
Au cours de la Bataille de Metropolis, Nightwing souffre d'une blessure presque fatale d'Alexander Luthor quand il tente de sauver la vie de Batman. À l'origine, les rédacteurs de DC avaient l'intention de tuer Dick Grayson dans Infinite Crisis comme le révèle Newsarama lors du panel DC au WizardWorld de Philadelphie :

« Il a encore été expliqué que Nightwing devait à l’origine mourir dans Infinite Crisis, et que vous pouviez voir l'arc qui devait se terminer par sa mort tragique dans la série. Après de longues discussions, l’édit de sa mort a finalement été inversé, mais la décision fut prise que, s'ils allaient le garder, il devrait être changé. L'arc suivant de la série en cours expliquera davantage ces changements. »

Sauvé par la Société de Justice, Nightwing est soigné aux côtés de Barbara. Dès qu'il est capable de remarcher, Batman lui demande de se joindre à lui et Robin pour retracer le voyage original de Bruce pour devenir le Chevalier Noir. Alors que Nightwing est hésitant, en raison de son engagement avec Barbara, elle l'encourage à y aller et lui rend sa bague de fiançailles, pour qu'il puisse prendre une décision honnête pour lui-même. Barbara sent qu'il est très important qu'il se redécouvre, et jusqu'à ce qu'il l'ai fait, ils ne sont pas encore prêts à se marier. Ils se séparent en bons termes, mais avant qu'il ne parte, Dick lui donne une enveloppe contenant une photo d'eux en tant que Robin et Batgirl, avec la bague de fiançailles sur une chaîne et une note promettant qu'il va revenir un jour.

#### Les New 52

Logo de la série Nightwing des New 52.

En septembre 2011, les New 52 relance la continuité de DC. Dans cette nouvelle ligne temporelle, le costume de Grayson change de couleur, le « symbole de Nightwing » passe du bleu au rouge. Le costume a également évolué passant d'un costume moulant et semblant d'une seule pièce à une tenue complète, ressemblant à une armure, avec des gantelets à pointes comme ceux de Batman. Dick, ainsi que tous les autres membres de la Batman Family, sont plus jeunes de quelques années par rapport à leurs précédentes incarnations. Il est dorénavant dans le début de la vingtaine, au lieu de la fin. Il est dessiné un peu plus petit que précédemment.
Après les événements de Flashpoint dans le cadre des New 52, la série Nightwing a été relancée au no 1. Grayson reprend le rôle de Nightwing après le retour de Bruce Wayne. La nouvelle série, écrite par Kyle Higgins, s'ouvre avec le retour de Grayson à Gotham et l'arrivée du Cirque Haly en ville. À travers une série d'événements, Grayson hérite du cirque. Luttant avec son passé, il enquête sur les secrets que le cirque a apporté.
Pendant les événements de Death of the Family, un crossover des titres de la Batman Family, le Cirque Haly est la cible du Joker. En conséquence, le cirque est incendié et les membres du cirque en congés forcés. Dick se sent déprimé et perdu à la suite de la mort de Damian Wayne, le nouveau Robin. Il ne sait plus quoi faire de sa vie. Toutefois, lorsque Sonia Branch lui révèle qu'elle croit que son père, Tony Zucco est en vie et vit à Chicago, Dick prend la décision de le retrouver et l'arrêter. Par conséquent, en 2013, Nightwing déménage à Chicago pour traquer l'assassin de ses parents et aussi neutraliser le Farceur (The Prankster), un nouveau super-vilain hacker à Chicago.
La série Nightwing prend fin avec le lancement de la série Forever Evil, dans laquelle l'identité de Nightwing est révélée sur tous les écrans du monde par Superwoman. Dick réussit à s'échapper, mais son identité est compromise et tout le monde pense qu'il est mort.
Le 21 janvier 2014, DC Comics a annoncé que la série prendrait fin en avril avec le numéro 30. Une nouvelle série solo, Grayson, prend la suite et se concentre sur les exploits de Dick comme agent de Spyral. La série a duré jusqu'en juin 2016, et a été remplacée par une nouvelle série Nightwing lors du DC Rebirth.

#### DC Rebirth
À la suite de l'effacement du savoir de son identité secrète dans le monde, dans le dernier numéro de Grayson, Dick peut reprendre l'identité de Nightwing dans une nouvelle série solo. Les couleurs du costume sont à nouveau modifiées et reprennent leurs couleurs traditionnelles, noir et bleu. Au début de la série (le one-shot Rebirth), Nightwing est toujours un membre de la Cour des Hiboux (après Robin War) et il réalise des missions dans le monde entier pour le compte de celle-ci. Ils lui donnent un partenaire nommé « Raptor » et comme Nightwing, il porte un costume mais il est beaucoup plus violent. Le nombre de fois où Dick essaye de l'empêcher de tuer se multiplient. Tout au long de l'arc, Dick doit travailler comme agent infiltré, mais doit aussi se tenir à son code moral et ne pas tuer, même si la Cour le lui ordonne.

## Publications

### Éditions américaines

#### Série 1
- Nightwing: Ties That Bind (1997). Contient Nightwing: Alfred's Return no 1 ; Nightwing Vol. 1 no 1-4

#### Série 2 - Première édition
- Nightwing: A Knight in Blüdhaven. Contient Nightwing Vol. 2 no 1-8
- Nightwing: Rough Justice. Contient Nightwing Vol. 2 no 9-18
- Batman: Cataclysme (Batman: Cataclysm). Contient Nightwing Vol. 2 no 19-20 (Crossover avec d'autres titres)
- Nightwing: Love and Bullets. Contient Nightwing Vol. 2 no 1/2, no 19, no 21-22, no 24-29
- Nightwing: A Darker Shade of Justice. Contient Nightwing Vol. 2 no 30-39 ; Nightwing: Secret Files and Origins (one-shot)
- Nightwing: The Hunt for Oracle. Contient Nightwing Vol. 2 no 41-46 ; Birds of Prey no 20-21
- Nightwing: Big Guns. Contient Nightwing Vol. 2 no 47-50 ; Nightwing: Secret Files and Origins (one-shot); Nightwing 80-Page Giant (one-shot)
- Nightwing: On the Razor's Edge. Contient Nightwing Vol. 2 no 52, no 54-60
- New Gotham, Vol. 2: Un Homme à terre (Batman: New Gotham, Vol. 2: Officer Down). Contient Nightwing Vol. 2 no 53. (Crossover avec d'autres titres)
- Batman: Bruce Wayne Meurtrier et Fugitif (Batman: Bruce Wayne: Murderer?). Contient Nightwing no 65-66, 68-69. (Crossover avec d'autres titres)
- Batman War Games. Contient Nightwing Vol. 2 no 96. (Crossover avec d'autres titres)
- Nightwing: Year One. Contient Nightwing Vol. 2 no 101-106
- Nightwing: Mobbed Up. Contient Nightwing Vol. 2 no 107-111
- Nightwing: Renegade. Contient Nightwing Vol. 2 no 112-117
- Nightwing: Brothers in Blood. Contient Nightwing Vol. 2 no 118-124
- Nightwing: Love and War. Contient Nightwing Vol. 2 no 125-132
- Nightwing: The Lost Year. Contient Nightwing Vol. 2 no 133-137, Nightwing Vol. 2 Annual no 2
- Batman: La Résurrection de Ra's al Ghul (Batman: The Resurrection of Ra's al Ghul). Contient Nightwing Vol. 2 no 138-139. (Crossover avec d'autres titres)
- Nightwing: Freefall. Contient Nightwing Vol. 2 no 140-146
- Nightwing: The Great Leap. Contient Nightwing Vol. 2 no 147-153

#### Intégrale: Nouvelle édition Séries 1 et 2
- Nightwing, Vol. 1: Blüdhaven. Contient Nightwing Vol. 1 no 1-4 ; Nightwing Vol. 2 no 1-8
- Nightwing, Vol. 2: Rough Justice. Contient Nightwing Vol. 2 no 9-18, Nightwing Annual no 1
- Nightwing, Vol. 3: False Starts. Contient Nightwing/Huntress no 1-4 ; Nightwing Vol. 2 no 1/2, no 19-25
- Nightwing, Vol. 4: Love and Bullets. Contient Nightwing Vol. 2 no 26-34, no 1 000 000 ; Nightwing Secret Files and Origins no 1
- Nightwing, Vol. 5: The Hunt for Oracle. Contient Nightwing Vol. 2 no 35-46 ; Birds of Prey no 20-21
- Nightwing, Vol. 6: To Serve And Protect. Contient Nightwing Vol. 2 no 47-53 ; Nightwing 80-Page Giant no 1
- Nightwing, Vol. 7: Shrike. Contient Nightwing Vol. 2 no 54-60 ; Nightwing: Our Worlds At War no 1 ; Nightwing: Targets no 1
- Nightwing, Vol. 8: Lethal Force. Contient Nightwing Vol. 2 no 61-70

#### Série 3: The New 52
- Nightwing Vol. 1: Traps and Trapezes. Contient Nightwing Vol. 3 no 1-7
- Nightwing Vol. 2: Night of the Owls. Contient Nightwing Vol. 3 no 0, no 8-12
- Batman: Night of the Owls. Contient Nightwing Vol. 3 no 8-9. (Crossover avec d'autres titres)
- Nightwing Vol. 3: Death of the Family. Contient Nightwing Vol. 3 no 13-18 ; Batman (vol. 2) no 17, et une partie de Young Romance no 1
- The Joker: Death of the Family. Contient Nightwing Vol. 3 no 15-16 (Crossover avec d'autres titres)
- Nightwing Vol. 4: Second City. Contient Nightwing Vol. 3 no 19-24
- Nightwing Vol. 5: Setting Son. Contient Nightwing Vol. 3 no 25-30 et Nightwing Annual no 1

#### Série 4: Rebirth
- Nightwing Vol. 1: Better Than Batman. Contient Nightwing: Rebirth no 1 and Nightwing Vol. 4 no 1-4, 7 et 8
- Batman: Night of the Monster Men. Contient Nightwing Vol. 4 no 5-6 (Crossover avec d'autres titres)
- Nightwing Vol. 2: Back to Blüdhaven. Contient Nightwing Vol. 4 no 9-15
- Nightwing Vol. 3: Nightwing Must Die. Contient Nightwing Vol. 4 no 16-21
- Nightwing Vol. 4: Blockbuster. Contient Nightwing Vol. 4 no 22-28
- Nightwing Vol. 5: Raptor's Revenge. Contient Nightwing Vol. 4 no 30-34
- Nightwing Vol. 6: The Untouchable. Contient Nightwing Vol. 4 no 35-43
- Nightwing Vol. 7: The Bleeding Edge. Contient Nightwing Vol. 4 no 44-49 et Annual no 1
- Nightwing Vol. 8: Knight Terrors. Contient Nightwing Vol. 4 no 50-56
- Nightwing Vol. 9: Burnback. Contient Nightwing Vol. 4 no 57-62
- Nightwing Vol. 10: The Gray Son Legacy. Contient Nightwing Vol. 4 no 63-69 + Annual no 2
- Nightwing Vol. 11: The Joker War. Contient Nightwing Vol. 4 no 70-77 + Annual no 3

Après Joker War, la série continue avec une nouvelle numérotation :
- Nightwing Vol. 1: Leaping into the Light. Contient Nightwing Vol. 4 no 78-83
- Nightwing Vol. 2: Fear State. Contient Nightwing Vol. 4 no 84-88 + + Annual no 4

### Éditions françaises
Série 2
Indisponible en français mais Urban Comics a proposé le premier arc dans son édition kiosque en 2018.
- Récit Complet Batman 5 : Premiers pas à Blüdhaven. Contient Nightwing 2 no 1-8, 2018 (ISBN 979-1-0268-1449-8)

Série 3 : The New 52
Urban Comics a édité la série dans son intégralité entre 2012 et 2015.
- 1. Pièges et trapèzes (Traps and Trapezes). Contient Nightwing no 1-7, 2012 (ISBN 978-2-3657-7129-0)
- 2. La République de demain (Night of the Owls). Contient Nightwing no 8-12 + no 0, 2013 (ISBN 978-2-3657-7270-9)
- 3. Hécatombe (Death of the Family). Contient Nightwing no 13-18 + Batman 2 no 17, 2013 (ISBN 978-2-3657-7361-4)
- 4. Sweet Home Chicago (Second City). Contient Nightwing no 19-24, 2014 (ISBN 978-2-3657-7402-4)
- 5. Dernier Envol (Setting Son). Contient Nightwing no 25-30 + Annual no 1, 2015 (ISBN 978-2-3657-7646-2)

Urban Comics a réédité la série sous forme d'intégrale qui regroupe deux ou trois tomes de l'édition précédente.
- 1. Intégrale Tome 1. Contient Nightwing no 0-16 + Batman 2 no 17, 2020 (ISBN 979-1-0268-1660-7)
- 2. Intégrale Tome 2. Contient Nightwing no 17-30 + Annual no 1, 2021 (ISBN 979-1-0268-1988-2)

Série 4 : Rebirth
Urban Comics a édité le début de la série entre 2017 et 2019.
- 1. Plus fort que Batman (Better than Batman). Contient Nightwing Rebirth + Nightwing no 1-4 + 7-8, 2017 (ISBN 979-1-0268-1154-1)
- La Nuit des Monstres (Night of the Monster Men). Contient Nightwing no 5-6 (Crossover avec d'autres titres), 2017 (ISBN 979-1-0268-1282-1)
- 2. Blüdhaven (Blüdhaven). Contient Nightwing no 9-15, 2017 (ISBN 979-1-0268-1334-7)
- 3. Nightwing doit mourir (Nightwing must die). Contient Nightwing no 16-21, 2018 (ISBN 979-1-0268-1357-6)
- 4. Blockbuster (Blockbuster). Contient Nightwing no 22-28, 2018  (ISBN 979-1-0268-1363-7)
- 5. La revanche de Raptor (Raptor's Revenge). Contient Nightwing no 30-34, 2019  (ISBN 979-1-0268-1584-6)

La série reprend au début de l'année 2022, dans la collection DC Infinite :
- 1. Le saut dans la lumière (Leaping into the Light). Contient Nightwing no 78-83, 2022  (ISBN 979-1-0268-1970-7)
- 2. Cible : Grayson (Get Grayson). Contient Nightwing no 87-92 + annual 2021, 2022  (ISBN 979-1-0268-2471-8)
- 3. Bataille pour le coeur de Blüdhaven (The Battle for Blüdhaven's Heart). Contient Nightwing no 93-97, 2023  (ISBN 979-1-0268-2686-6)
- 4. Le grand saut (The Leap). Contient Nightwing no 98-100 + annual 2022, 2023  (ISBN 979-1-0268-2812-9)
- 5. Le soulèvement des enfers (Time of the Titans). Contient Nightwing no 101-105 + Knight Terrors: Nightwing no 1-2, 2023  (ISBN 979-1-0268-2839-6)
- 6. L'équipage des croisées (The Crew of the Crossed). Contient Nightwing no 106-112, 2023  (ISBN 979-1-0268-2795-5)

## Distinctions
En 2022, la série est nommée pour plusieurs catégories au Prix Eisner : Nightwing no 87 pour le « meilleur numéro ou one-shot », la série Nightwing pour la « Meilleure série » et l'artiste Bruno Redondo pour le « meilleur dessinateur/encreur » et « meilleur artiste de couverture » pour son travail sur la série. L'année suivante, la série est à nouveau nommée et gagne la catégorie « Meilleure série »,. En 2024, le numéro 105 de la série gagne le prix Eisner du « meilleur numéro ou one-shot ». Réalisé par Tom Taylor et Bruno Redondo, il a la particularité de présenter le récit du point de vue du héros.

## Adaptation

### Série télévisée
Le personnage de Dick Grayson, dans son costume de Nightwing, voit sa première interprétation sur le petit écran en 2019, dans la série originale de Netflix dont il est l'un des personnages principaux : Titans. Il est interprété par l'acteur Brenton Thwaites (VF : Gauthier Battoue). Commençant sous le masque de Robin, le jeune détective prend une nouvelle identité à la fin de la saison 2 : Nightwing. Malgré la présence de Nightwing, la série est une adaptation du comics Les Jeunes Titans (Teen Titans) et non de la série Nightwing.